# Esapekka Lappi
Esapekka Lappi (Pieksämäki, 17 januari 1991) is een Fins rallyrijder, momenteel fabrieksrijder bij Hyundai in het wereldkampioenschap rally. Hij is de Europees rallykampioen van 2014.

## Carrière

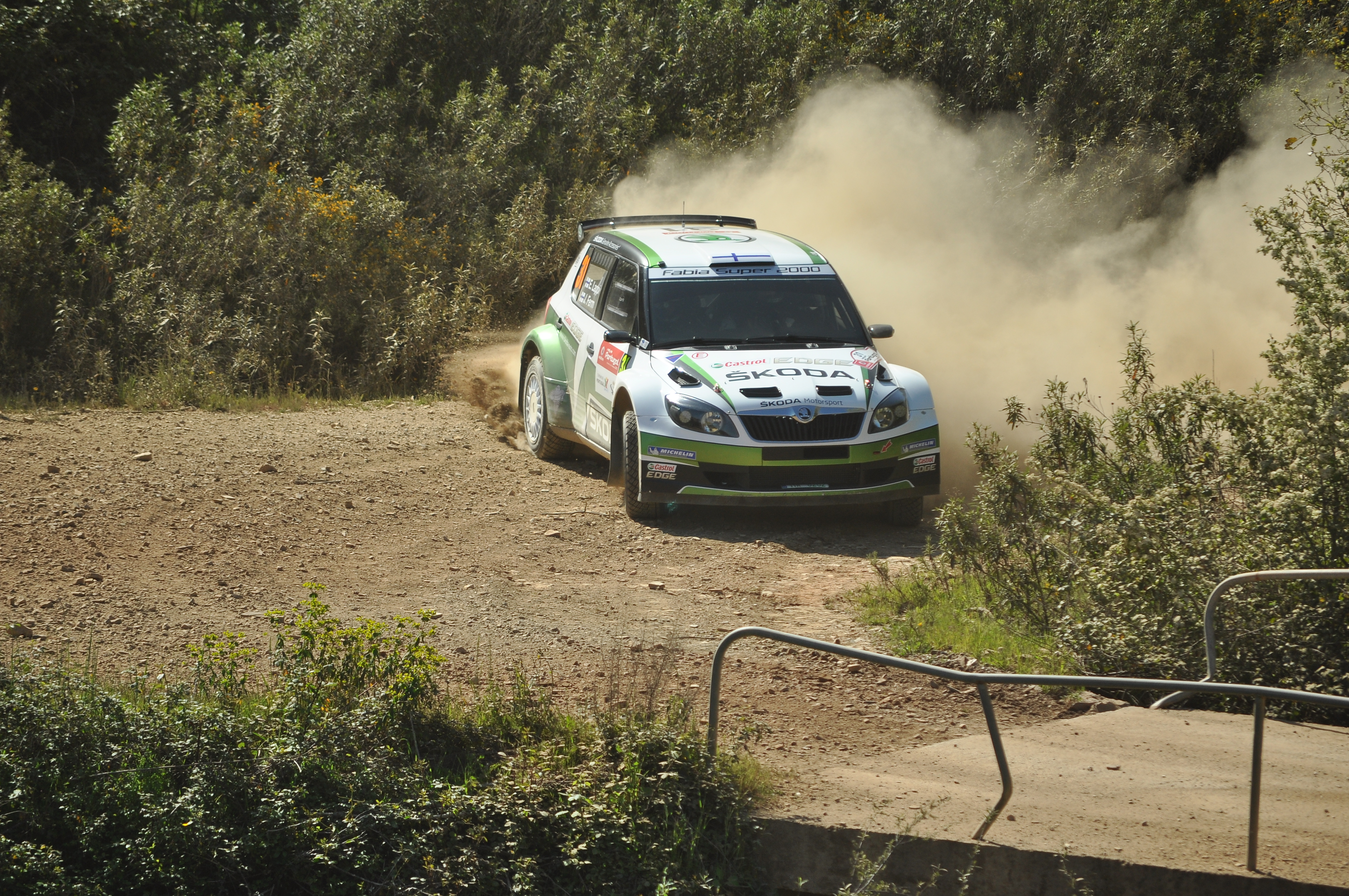
Lappi met Škoda actief tijdens de Rally van Portugal in 2013

Esapekka Lappi debuteerde in 2009 in de rallysport. In 2011 reed hij in het Fins kampioenschap met een Citroën C2 R2, waarmee hij datzelfde jaar ook zijn eerste opwachting maakte in het wereldkampioenschap rally in Finland. In 2012 stapte hij over naar een Ford Fiesta S2000. Met deze auto domineerde hij dat jaar het Fins kampioenschap, door alle rondes ervan te winnen en daarmee met overtuiging de nationale titel op zijn naam te schrijven. Tijdens de WK-ronde in Finland maakte hij ook een sterk optreden en reed hij bovenaan mee in het klassement voor de Super 2000 World Rally Championship-rijders. Problemen verhinderde hem uiteindelijk een hoge klassering. Later dat jaar reed Lappi op uitnodiging van het Škoda-fabrieksteam de Rally van Polen, een toenmalige ronde van het Europees kampioenschap. In zijn eerste optreden met de Škoda Fabia S2000 won hij gelijk de rally.
In 2013 nam Lappi met Škoda deel aan enkele rondes van de World Rally Championship-2 serie in het WK. In Portugal greep hij daarin naar zijn eerste klasse-overwinning en eindigde de rally tevens als tiende algemeen, waarmee hij naar een WK-kampioenschapspunt greep. Ook werkte hij een programma af in het Azië-Pacific rallykampioenschap en eindigde daarin als tweede. Later in het jaar kwam Lappi in een paar rally's uit van het Europees kampioenschap, waarin hij succesvol was met een tweede plaats in San Remo en een overwinning in Zwitserland. Een volledig Europees seizoen met Škoda volgde voor Lappi in 2014, en met drie overwinningen greep hij dat jaar naar de titel toe.

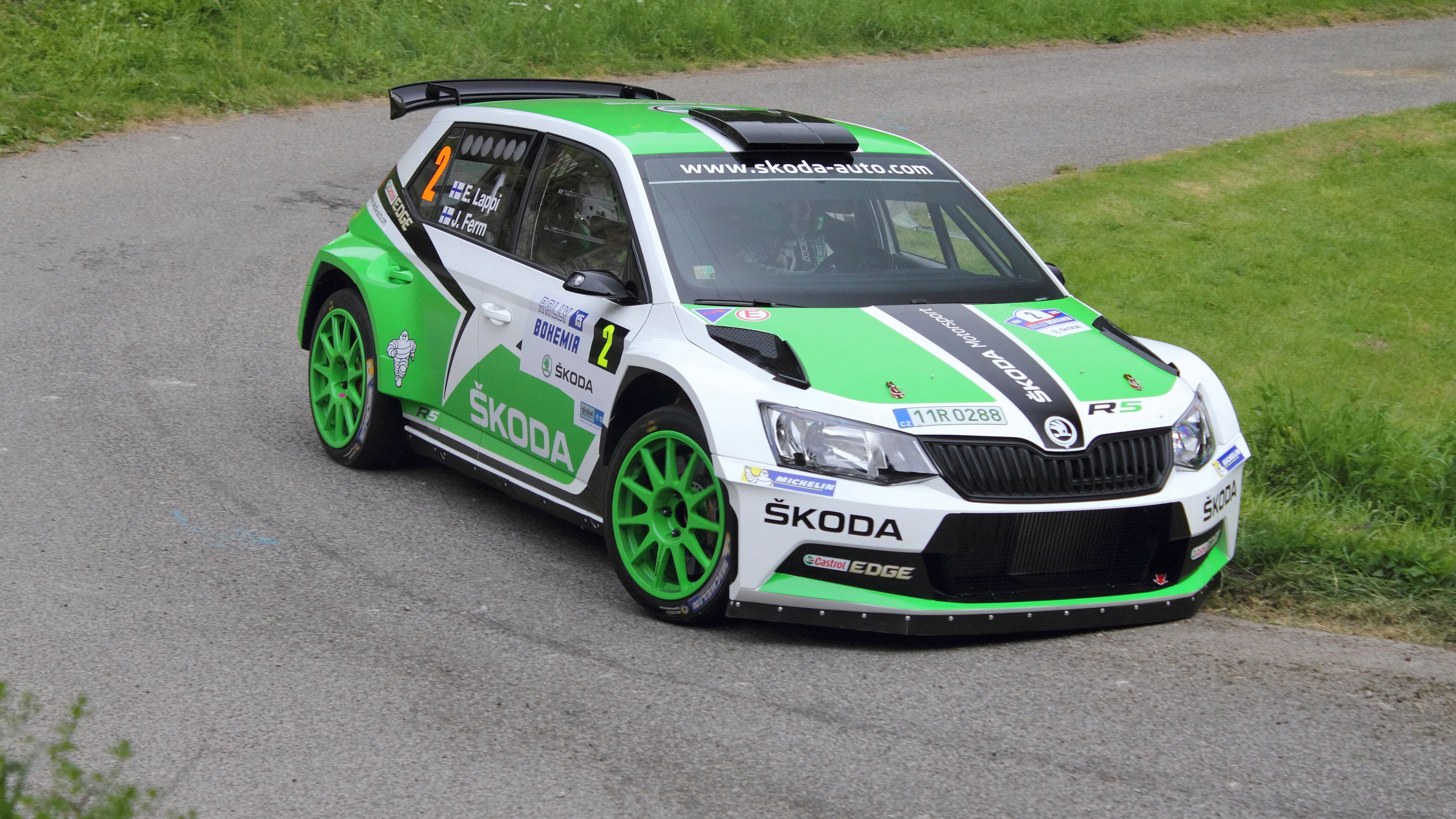
Lappi achter het stuur van de Škoda Fabia R5 in een Tsjechische rally in 2015

Lappi keerde terug in het wereldkampioenschap in 2015 met een programma in het WRC-2 in de nieuwe Škoda Fabia R5. In 2016 wist hij daarin met vier klasseoverwinningen de titel op zijn naam te schrijven.

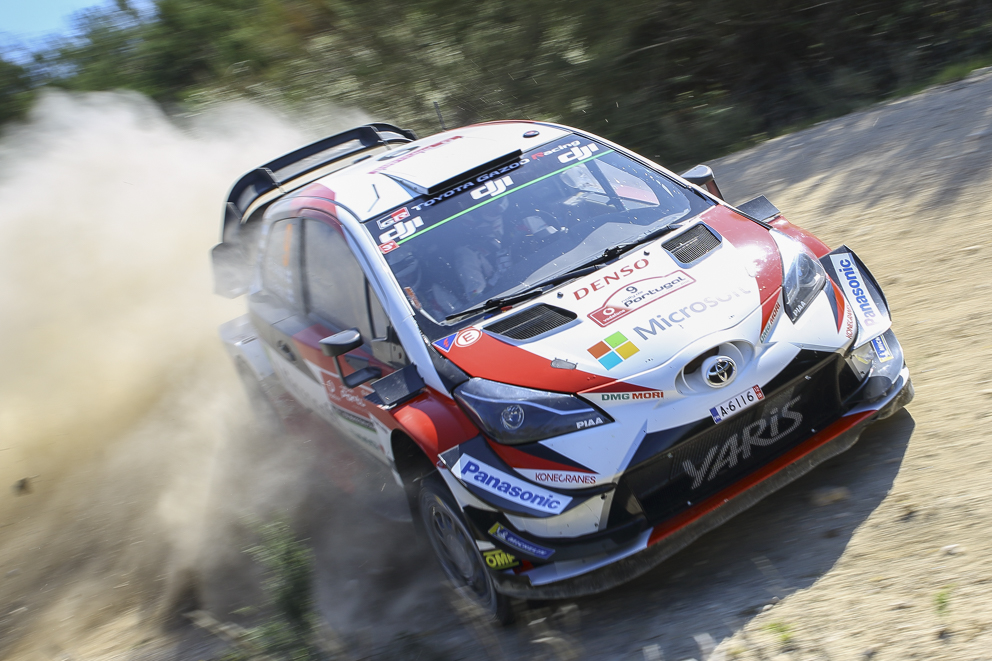
Lappi stapte in 2017 in bij het Toyota fabrieksteam om te deel te nemen aan het wereldkampioenschap rally, hier actief in Portugal in 2018

Voor het seizoen 2017 heeft Lappi een contract getekend als derde rijder bij het terugkerende Toyota, actief met de Yaris WRC. In Portugal zou hij voor het eerst in actie komen voor het team. In pas zijn vierde optreden op het hoogste niveau, greep hij in Finland voor eigen publiek naar zijn eerste overwinning in het WK rally toe.

## Complete resultaten in het wereldkampioenschap rally
| Seizoen | Inschrijving            | Auto              | 1       | 2      | 3      | 4      | 5       | 6      | 7       | 8       | 9       | 10      | 11      | 12      | 13      | 14    | Pos. | Punten |
| ------- | ----------------------- | ----------------- | ------- | ------ | ------ | ------ | ------- | ------ | ------- | ------- | ------- | ------- | ------- | ------- | ------- | ----- | ---- | ------ |
| 2011    | Printsport Oy           | Citroën C2 R2     | ZWE     | MEX    | POR    | JOR    | ITA     | ARG    | GRI     | FIN 32  | DUI     | AUS     | FRA     | SPA     | GBR     |       | –    | 0      |
| 2012    | Printsport Oy           | Ford Fiesta S2000 | MON     | ZWE    | MEX    | POR    | ARG     | GRI    | NZL     | FIN 25  |         |         |         |         |         |       | –    | 0      |
| 2012    | Esapekka Lappi          | Citroën C2 R2 Max |         |        |        |        |         |        |         |         | DUI DNF | GBR     | FRA     | ITA     | SPA     |       | –    | 0      |
| 2013    | Škoda Motorsport        | Škoda Fabia S2000 | MON DNF | ZWE    | MEX    | POR 10 | ARG     | GRI    | ITA     |         |         |         |         |         |         |       | 30   | 1      |
| 2013    | Esapekka Lappi          | Škoda Fabia S2000 |         |        |        |        |         |        |         | FIN 31  | DUI     | AUS     | FRA     | SPA     | GBR     |       | 30   | 1      |
| 2015    | Škoda Motorsport        | Škoda Fabia R5    | MON     | ZWE    | MEX    | ARG    | POR 12  | ITA 17 | POL 12  | FIN 8   | DUI 42  | AUS     | FRA 14  | SPA DNF | GBR     |       | 20   | 4      |
| 2016    | Esapekka Lappi          | Škoda Fabia R5    | MON 9   |        |        |        |         |        |         |         |         |         |         |         |         |       | 12   | 16     |
| 2016    | Škoda Motorsport        | Škoda Fabia R5    |         | ZWE 12 | MEX    | ARG    | POR     | ITA 21 | POL 14  | FIN 8   | DUI 7   | CHN C   | FRA     | SPA     | GBR 11  | AUS 8 | 12   | 16     |
| 2017    | Toyota Gazoo Racing WRT | Toyota Yaris WRC  | MON     | ZWE    | MEX    | FRA    | ARG     | POR 10 | ITA 4   | POL DNF | FIN 1   | DUI 21  | SPA DNF | GBR 9   | AUS 6   |       | 11   | 62     |
| 2018    | Toyota Gazoo Racing WRT | Toyota Yaris WRC  | MON 7   | ZWE 4  | MEX 11 | FRA 6  | ARG 8   | POR 5  | ITA 3   | FIN DNF | DUI 3   | TUR DNF | GBR 3   | SPA 7   | AUS 4   |       | 5    | 126    |
| 2019    | Citroën Total WRT       | Citroën C3 WRC    | MON DNF | ZWE 2  | MEX 13 | FRA 7  | ARG DNF | CHL 6  | POR DNF | ITA 7   | FIN 2   | DUI 8   | TUR 2   | GBR 27  | SPA DNF | AUS C | 10   | 83     |

* Seizoen loopt nog.

#### Overwinningen
| # | Seizoen | Rally                    | Navigator  | Auto             |
| - | ------- | ------------------------ | ---------- | ---------------- |
| 1 | 2017    | 67th Neste Rally Finland | Janne Ferm | Toyota Yaris WRC |

## Overige internationale overwinningen

#### Europees kampioenschap rally
| Seizoen | Rally                                | Navigator  | Auto              |
| ------- | ------------------------------------ | ---------- | ----------------- |
| 2012    | 69. Rajd Polski                      | Janne Ferm | Škoda Fabia S2000 |
| 2013    | 54ème Rallye International du Valais | Janne Ferm | Škoda Fabia S2000 |
| 2014    | Rally Liepāja                        | Janne Ferm | Škoda Fabia S2000 |
| 2014    | 72nd Circuit of Ireland              | Janne Ferm | Škoda Fabia S2000 |
| 2014    | 55ème Rallye International du Valais | Janne Ferm | Škoda Fabia S2000 |

#### Azië-Pacific kampioenschap rally
| Seizoen | Rally                             | Navigator  | Auto              |
| ------- | --------------------------------- | ---------- | ----------------- |
| 2013    | International Rally of Queensland | Janne Ferm | Škoda Fabia S2000 |
| 2013    | 16th Rally China Longyou          | Janne Ferm | Škoda Fabia S2000 |